# Джриби, Майя
Майя Джриби (араб. مية الجريبي‎; 29 января 1960, Бу-Арада, Сильяна — 19 мая 2018, Радес, Бен-Арус) — политический деятель Туниса. С 2006 по 2012 год была лидером Прогрессивно-демократической партии (ПДП). В апреле 2017 года заняла должность генерального секретаря Республиканской партии, которую занимала до отставки в 2017 году.

## Биография
Её отец был родом из Татавина, а мать из Алжира. С 1979 по 1983 год проходила обучение в «Radès Tunisia», а затем изучала биологию в Университете Сфакса. В течение этого периода стала активным членом студенческого союза, известного как «UGET», и Тунисской лиги прав человека. Писала статьи для независимого еженедельника «Erraï», а затем для газеты ПДП «Al Mawkif». В 1983 году вместе с Ахмедом Наджибом Чебби стала соучредителем Прогрессивного социалистического объединения, которое впоследствии было переименовано в Прогрессивно-демократическую партию. С 1986 года являлась одним из руководителей партии. 25 декабря 2006 года Майя Джриби была назначена генеральным секретарём ПДП. Стала первой женщиной, возглавившей политическую партию в Тунисе.
С 1 по 20 октября 2007 года Майя Джриби вместе с Ахмедом Наджибом Чебби объявили голодовку в знак протеста против насильственного перемещения штаб-квартиры партии из Туниса, что повлекло за собой серьёзные последствия для здоровья. В октябре 2011 года возглавила избирательный список ПДП в вилайете Бен-Арус на выборах в Национальную ассамблею Туниса. ПДП получила одно место в парламенте согласно предварительным результатам выборов. 9 апреля 2012 года ПДП объединилась с другими светскими партиями, чтобы сформировать Республиканскую партию, и Майя Джриби стала лидером этой партии.
По своим взглядам Майя Джриби была феминисткой. Называла Израиль «сионистским образованием» и предлагала запретить израильским паломникам посещать синагогу Эль-Гриба на острове Джерба. В марте 2018 года Центр исследований, учений, документации и информации о женщинах воздал ей должное за её благородную политическую жизнь. 19 мая 2018 года скончалась от рака. Президент Туниса Беджи Каид Эс-Себси в официальном заявлении назвал смерть Майи Джирба потерей «искреннего активиста» и отдал должное её человеческим качествам и политической карьере.

## Награды
- Командующий Орденом Республики (2015 год)[11];
- Рыцарь Национального ордена «За заслуги перед Тунисом» (2014 год)[12].